# 小杉陣屋
小杉陣屋（こすぎじんや）は、神奈川県川崎市（武蔵国小杉）中原区小杉陣屋町にあった陣屋。江戸時代初期の旗本・幕府領代官で、用水奉行だった小泉次大夫吉次の陣屋。小杉御殿の東隣にあった。

## 概要
1597年（慶長2年）、徳川家康の家臣・小泉次大夫は武蔵国稲毛領、川崎領の農業用水確保、灌漑工事のため、用水奉行として武蔵国小杉に小杉陣屋を築いた。工事は14年を要して「二ヶ領用水・六郷用水」として完成し、関ヶ原の戦いの後、徳川家康が江戸幕府を開いた時、次大夫は旗本となり、幕府領の代官として当地を治めた。
1608年（慶長13年）に2代将軍徳川秀忠により、西隣に小杉御殿が造営された。
現在の川崎市中原区小杉陣屋町、川崎市立西丸子小学校校門前の墓地付近にあたるとされるが、川崎市設定の周知の埋蔵文化財包蔵地（中原区No.18、種別:城館跡、小杉御殿を含む）範囲からはややズレている。小杉陣屋町「小杉陣屋町中公園」向かい側の祠に案内看板がある。